# Ljubomir Ljubenow
Ljubomir Jankow Ljubenow (bulgarisch Любомир Янков Любенов; * 26. August 1957 in Plowdiw) ist ein ehemaliger bulgarischer Kanute. Er war Weltmeister und Olympiasieger.

## Leben
Bei den Kanurennsport-Weltmeisterschaften 1978 in Belgrad wurde er Weltmeister im Einer-Canadier über 500 Meter. Ein Jahr später, bei den Kanurennsport-Weltmeisterschaften 1979 in Duisburg, wurde er Vizeweltmeister im Einer-Canadier über 1000 Meter und gewann Bronze im Einer-Canadier über 500 Meter. Seinen größten sportlichen Erfolg erzielte er mit dem Olympiasieg bei den Olympischen Sommerspielen 1980 in Moskau im Einer-Canadier über 1000 Meter. Im Wettkampf über 500 Meter erreichte er die Silbermedaille. Bei den Kanurennsport-Weltmeisterschaften 1981 in Nottingham gewann er gemeinsam mit Sevdalin Ilkow die Bronzemedaille im Zweier-Canadier über 500 Meter.
Er wurde als Held der Sozialistischen Arbeit und mit dem Orden Georgi Dimitrow ausgezeichnet.